# Вселюбский сельсовет
Вселюбский сельсовет (бел. Уселюбскі сельсавет) — административная единица на территории Новогрудского района Гродненской области Белоруссии. Административный центр — агрогородок Вселюб. Население на 1 января 2023 года — 2197 человек.

## История
Образован 12 октября 1940 года в составе Новогрудского района Барановичской области БССР. С 8 января 1954 года — в Гродненской области.
25 июня 2008 года в состав сельсовета были включены деревни упразднённого Бениского сельсовета. 22 августа 2017 года в состав сельсовета вошли деревни упразднённого Отминовского сельсовета.

## Состав
Вселюбский сельсовет включает 31 населённый пункт:
- Басино — деревня.
- Бенин — агрогородок.
- Бердовка — деревня.
- Битевичи — деревня.
- Большие Карныши — деревня.
- Вселюб — агрогородок.
- Генюши — деревня.
- Гирдовка — деревня.
- Гнилица — деревня.
- Детомля — деревня.
- Дубровица — деревня.
- Заболоть — деревня.
- Зеневичи — деревня.
- Лавские — деревня.
- Лещенка — деревня.
- Ляховичи-1 — деревня.
- Ляховичи-2 — деревня.
- Марцули — деревня.
- Молочки — деревня.
- Мостище — деревня.
- Низовцы — деревня.
- Ольховка — деревня.
- Отминово — агрогородок.
- Плиса-1 — деревня.
- Плиса-2 — деревня.
- Раховец — деревня.
- Ретемля — деревня.
- Слочва — деревня.
- Тростянка — деревня.
- Храпенево — деревня.
- Шкеличи — деревня.

## Производственная сфера
- СПК «Вселюб»
- Вселюбское лесничество

## Социальная сфера
Учреждения образования:
- ГУО «Вселюбский учебно-педагогический комплекс детский сад-средняя общеобразовательная школа»
- ГУО «Бенинский учебно-педагогический комплекс детский сад-средняя общеобразовательная школа»

Учреждения здравоохранения:
- ГУ «Новогрудский дом-интернат для психоневрологических больных»
- Вселюбская амбулатория
- аптека в аг. Вселюб
- ФАПы: д. Мостище, аг. Бенин, д. Ляховичи.

Культура:
- Вселюбский центральный Дом культуры на 300 мест;
- Бенинский сельский Дом культуры;
- Мостищенский сельский клуб;
- Сельские библиотеки: аг. Вселюб, д. Мостище, аг. Бенин.

## Памятные места
На территории сельсовета находятся воинские захоронения:
- Памятники погибшим воинам-землякам в аг. Вселюб, д. Мостище, аг. Бенин, д. Зеневичи
- Братская могила советских воинов и партизан в аг. Вселюб;
- Памятный знак в честь Новогрудского подпольного райкома КП (б)Б, подпольного райкома ЛКСМБ и партизанской бригады имени В. И. Чапаева в д. Ляховичи
- Памятный знак экипажу самолёта в д. Ляховичи
- Памятный знак на месте захоронения расстрелянных мирных жителей в д. Раховец
- Могила замученного фашистами партизана и могила неизвестного солдата на кладбище в д. Ляховичи .

## Достопримечательность
- Католическая церковь Святого Казимира в аг. Вселюб
- Православная церковь Св. Михаила Архангела (1840 г.) в аг. Вселюб
- Усадьба О’Рурков в аг. Вселюб